# Gillobackaträsket
Gillobackaträsket är en sjö i Finland. Den ligger i kommunen Kyrkslätt i landskapet Nyland, i den södra delen av landet, 25 km väster om huvudstaden Helsingfors. Gillobackaträsket ligger 22 meter över havet. I omgivningarna runt Gillobackaträsket växer i huvudsak blandskog. Arean är 8,3 hektar och strandlinjen är 1,7 kilometer lång. Sjön  ingår i Finska vikens kustområde. 